# Мартьяново (Свердловская область)
Мартьяново — деревня в Шалинском районе Свердловской области России. Входит в Шалинский муниципальный округ.
Ранее деревня входила в состав Чусовского сельсовета Шалинского района.

## География
Мартьяново расположено в 31 километре к северо-востоку от посёлка Шаля (в 42 километрах по дорогам), по обоим берегам рек Чусовой и Ельчёвки. Ниже по течению Чусовой расположен ландшафтный и исторический природный памятник «Мартьяновская Петля» — излучина реки с многочисленными скальными обнажениями.

## История
Деревня основана в 1650 году (по другим источникам, в 1617 году). В начале 1900 года жители занимались рубкой и сплавом леса, выжигом древесного угля и строительством барок. В советское время работал животноводческий колхоз «Новая жизнь».

## Мартьяновская пристань
С Мартьяновской пристани сплавлялась продукция Невьянского, Староуткинского и Висимских заводов. Речную излучину «Мартьяновскую Петлю» можно было сократить 200-метровым волоком через невысокую береговую перемычку.

## Население
| 2002 | 2010 | 2021 |
| ---- | ---- | ---- |
| 129  | ↘120 | ↘55  |